# Jørgen Pedersen (nationalekonom)
Jørgen Christian Pedersen, född 28 juli 1890, död 11 november 1973, var en dansk nationalekonom. Han var professor i nationalekonom vid Aarhus universitet. Han invaldes 10 mars 1971 som utländsk ledamot av svenska Vetenskapsakademien.

### Tryckt litteratur
- Kungl. vetenskapsakademien, Matrikel 1972. Stockholm: Kungl. Vetenskapsakademien. 1972. sid. 35. ISSN 0302-6558 Libris 3638900
- Jørgen H. Gelting (1 januari 1974). ”Jørgen Pedersen 1890–1973” (på danska). Nationaløkonomisk Tidsskrift. ISSN 0028-0453. https://tidsskrift.dk/nationaloekonomisktidsskrift/article/download/62019/87337.

### Fotnoter
1. ↑   Kungl. vetenskapsakademien, Matrikel 1975. Stockholm: Kungl. Vetenskapsakademien. 1975. sid. 57. ISSN 0302-6558 Libris 3638900